# Текстильная промышленность

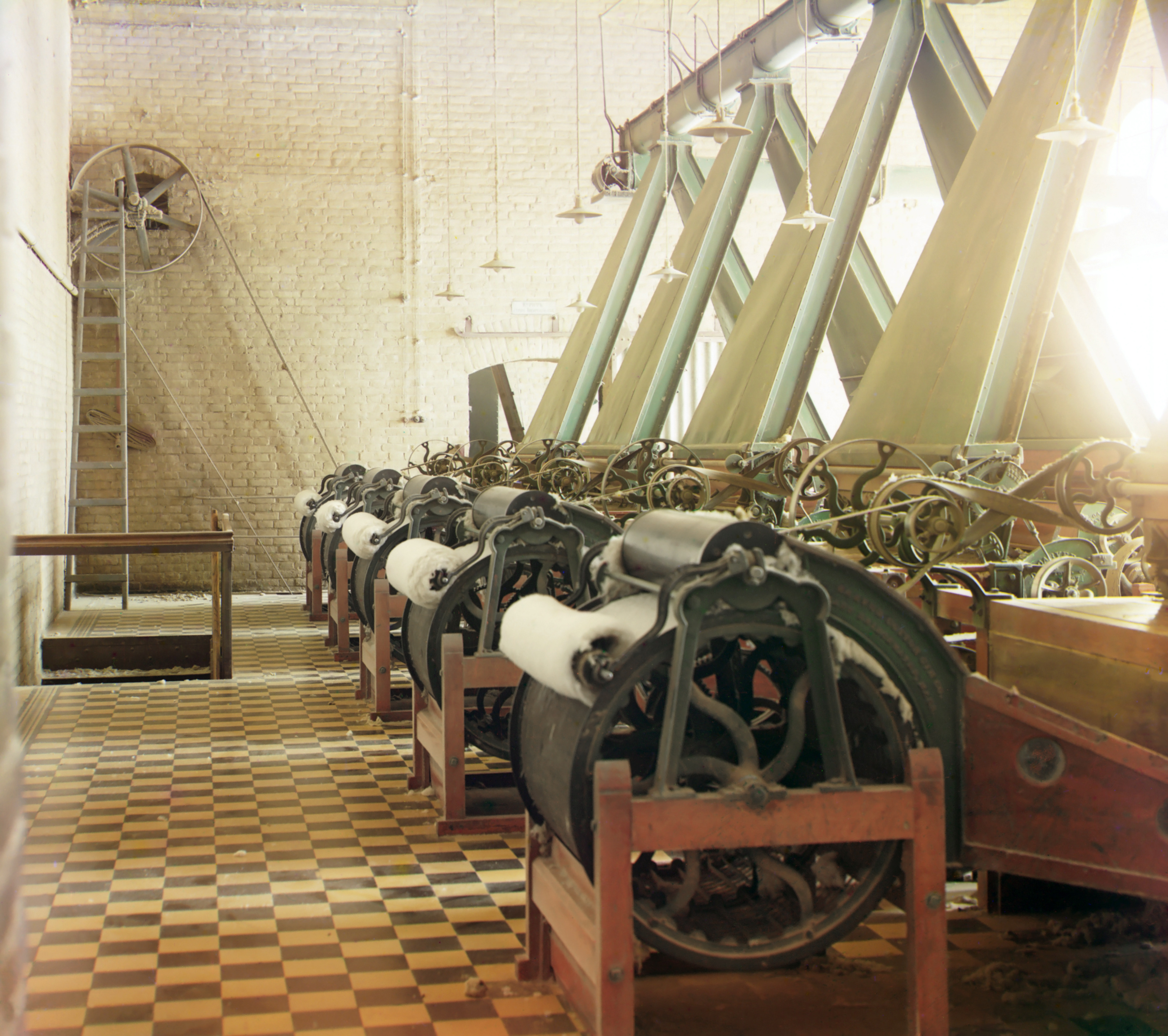
Интерьер текстильной фабрики с машинами для производства хлопковой нити, в Байрам-Али, 1911

Тексти́льная промы́шленность — группа отраслей лёгкой промышленности, занятых переработкой растительных (хлопок, лён, пенька, кенаф, джут, рами), животных (шерсть, шёлк коконов шелкопряда), искусственных и синтетических волокон в пряжу, нити, ткани.

## Отрасли
Текстильная промышленность делится на хлопчатобумажную, шерстяную, шёлковую, льняную, пенькоджутовую промышленность, производство нетканых материалов, ватное производство и др., на прядильное, ткацкое и отделочное производства. Размещение предприятий по первичной обработке сырья — дисперсное и тяготеет к местам его производства.

## История
До начала XVIII века довольно трудоёмкая текстильная промышленность развивалась в основном кустарными подручными способами в мастерских и на дому. Долгое время лидерами по производству натуральных тканей и изделий из них были густонаселённые регионы стран Востока (Персия, Китай, Египет). Текстильные товары из этих стран долгое время были важным предметом экспорта в Европу. Изобретение Джоном Кеем крутильной машины (1730) и самолетного челнока (1733), а затем - прядильных машин Ричардом Аркрайтом и Сэмюэлем Кромптоном механизировало производство хлопковых тканей и стимулировало начало Промышленной революции в Великобритании. Позднее важными центрами текстильной промышленности, оперирующими в основном на основе импортного оборудования, так же стали Фландрия, позднее - так же Франция, Италия (Северная и Центральная), Каталония.
Существенным вкладом, повлиявшим на развитие текстильной промышленности, было открытие русского химика Н. Н. Зинина, который в 1842 году впервые восстановил нитробензол в анилин — с этого момента анилин можно было получать в промышленном масштабе, а также открытия химиков в XIX веке ряда синтетических красителей. Всё это способствовало становлению новой отрасли промышленности по производству анилиновых красителей, производившей дешевые, стойкие и яркие красители для тканей.
С конца XIX века всё большее распространение получают искусственные (на основе природных полимеров) и синтетические (из углеводородного сырья) волокна, среди которых наиболее известны вискоза, нейлон и лайкра. В это же время продукция текстильной промышленности метрополий, особенно Великобритании, стала важнейшим инструментом колониализма: из своих крупных сырьевых колоний в Азии и Африке (Малайзия, Индия) английские империалисты активно вывозили дешёвое сырьё, а взамен привозили на реализацию более дорогую продукцию (ткани, одежду). В результате владельцы британских фабрик богатели, в то время как индийские кустарные производители разорялись. Несмотря на то, что в СССР и других социалистических странах текстильная промышленность не получила такого развития, как тяжёлая, здесь тоже были созданы крупные центры (Иваново в РСФСР; Ботошани в Румынии и др). Многие из старых центров текстильной промышленности (особенно в евроденоминированной Италии) теперь испытывают трудности в конкуренции с более дешёвыми производителями из КНР, Вьетнама и др. стран азиатско-латиноамериканского региона.
Термин текстильная промышленность (от латинского texere - ткать) изначально применялся для обозначения процесса изготовления тканей из волокон, но теперь он включает широкий спектр других процессов, таких как изготовление трикотажных изделий, ворсование (tufting), свойлачивание и так далее.
Объем международной торговли текстилем по итогам 2022 г. достиг 359 млрд. долл. (1,4% мировой торговли товарами). На Китай, ЕС и Индию приходится 72,1% мирового экспорта текстиля. Первое место в производстве и экспорте текстиля занимает Китай. Доля текстиля в экспорте Китая составляет 4,3%.